# Pompeo Gherardo Molmenti

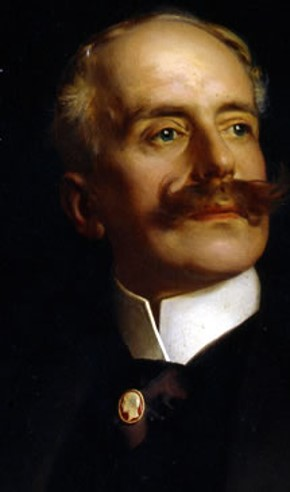

Pompeo Gherardo Molmenti (Venezia, 1º settembre 1852 – Roma, 24 gennaio 1928) è stato uno scrittore, storico e politico italiano.

## Origini e formazione
Nacque da Ettore, friulano che viveva a Venezia dagli anni 1840, e dalla sua seconda moglie Lucietta Regazzi.
Dopo aver frequentato il liceo classico "Marco Polo" (allora denominato "San Trovaso"), passò all'università di Padova dove, nel 1874, conseguì la laurea in giurisprudenza; negli ambienti accademici conobbe Luigi Luzzatti, con il quale strinse una duratura amicizia. Due anni dopo cominciò la professione di avvocato ma i suoi reali interessi si orientavano verso l'arte e le lettere. Decisiva in tal senso fu l'influenza dello zio Pompeo Marino Molmenti, pittore, e del precettore don Francesco Pantaleo, che lo iniziò ai classici greci e latini, nonché agli autori medievali e ad Alessandro Manzoni.

## Attività letteraria

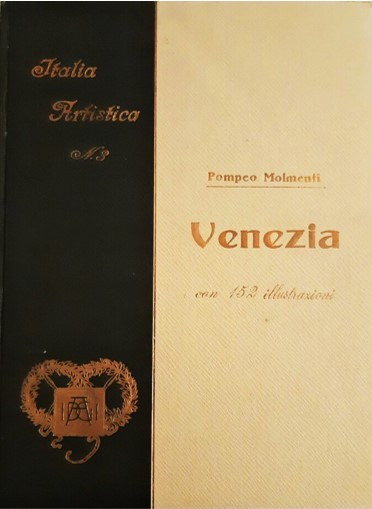

Iniziò a scrivere i primi romanzi già a quattordici anni, quando pubblicò Il Castello di Zumelle (1866), a tema storico, cui seguirono Maria. Bozzetti della campagna veneta (1873), Impressioni letterarie (edito due volte nel 1873 e nel 1879) e Clara (1875). Nel 1875 aveva mandato alle stampe uno studio su Carlo Goldoni, mentre assai più tarda è una monografia su Antonio Fogazzaro (1900), che ebbe modo di conoscere personalmente.
Nel 1887 pubblicò un articolo nella Nuova Antologia di scienze, lettere ed arti intitolato Delendae Venetiae, scritto che riflette la posizione di difensore degli edifici storici di Venezia. Contrario alla politica di interventi urbanistici voluti dall'amministrazione comunale di Venezia.
Dai primi anni del Novecento produsse alcuni studi sulla letteratura veneziana: L'arte di vivere a lungo: discorsi della vita sobria di Luigi Cornaro (1905), gli Epistolari veneziani del secolo XVIII (1915), i Carteggi casanoviani (in due volumi, rispettivamente 1916 e 1918).
Nel frattempo lavorava anche ad un filone più narrativo con Vecchie storie (1882), vari lavori per il Bollettino d'arte, industrie e curiosità veneziane, il Moro di Venezia (1878), l'Abate Brandolini (1879). Va sottolineato particolarmente La dogaressa di Venezia, con due edizioni italiane (1884 e 1887) e una inglese (1887). Si tratta, in ogni caso, di romanzi storici veneziani in cui si propone un punto di vista narrativo assolutamente originale.

## Politica
Il 22 aprile 1885 sposò Amalia Brunati, ricca salodiana che gli portò in dote una villa a Moniga del Garda con un podere coltivato a vite (si dice che il Molmenti fosse stato il primo produttore di chiaretto). Fu qui che iniziò la propria esperienza politica, dapprima come consigliere comunale, quindi come revisore dei conti, poi come sindaco.
Nel 1889 ottenne la libera docenza in Storia della Repubblica di Venezia all'università patavina, ma abbandonò la carriera accademica l'anno successivo, quando fu eletto al Parlamento. La sua lunga attività politica culminò nel 1909 quando venne nominato senatore del Regno.
È sepolto a Venezia, nel cimitero monumentale di San Michele (Recinto I, tomba banchina n. 216, sinistra).

## Onorificenze

### Onorificenze italiane
- Istituto veneto di scienze, lettere ed arti, di cui fu presidente dal 1914 al 1916

## Premi a suo nome
- Concorso al premio Pompeo Molmenti, su istitutoveneto.it.